# Musée de Montmartre
A Musée de Montmartre (magyarul: Montmartre-i Múzeum) egy helytörténeti múzeum a Montmartre negyedben, Párizs XVIII. kerületében. A múzeumban olyan festmények, fényképek, plakátok és kéziratok tekinthetőek meg, melyek a Montmartre történetéhez és kultúrájához kapcsolódnak.

## Története
A múzeum a negyed egyik legrégebbi épületében, a manoir de Rosimond-ban kapott helyet. Az épület nevét Claude de La Rose (művésznevén: Rosimond), Molière színjátszócsoportjának egy tagjáról kapta. A házban számos híresség élt az évek során, így Maurice Utrillo, Suzanne Valadon, Vincent van Gogh, Raoul Dufy, Erik Satie, Léon Bloy, Pierre Reverdy és Auguste Renoir is. Utóbbi 1876-ban a mai múzeum kertjében festette híres festményét, a Kert a montmartre-i Rue Cortot-n című képét.
1886-ban párizsi művészek egy csoportja „Öreg Montmartre Történeti és Archeológiai Társaság” (Société d'Histoire et d'Archéologie Le Vieux Montmartre) néven egyesületet alapított, melynek célja a negyed művészeti, történeti és néprajzi örökségének megóvása volt. A második világháború után Claude Charpentier építész folytatta a munkát, melynek eredményeként 1960-ban megnyitották a jelenlegi múzeumot.
2011 júliusában a Kleber Rossillon Csoport vette át a múzeum működtetését, és nagyszabású felújításba kezdett, melynek eredményeként a jövőben megkétszereződik a kiállítás területe és megújul a kert is.

## Kiállítás
A múzeumban a negyed „bohém művészeinek” több mint 200 festményét, fényképét és plakátját láthatják az érdeklődők, illetve újraélhetik a Montmartre történetét is. Többek között Modigliani, Kupka, Steinlen, Toulouse-Lautrec, Valadon és Utrillo alkotásai is láthatóak az állandó kiállításon. A múzeum külön szobát szentel a híres Chat Noir kabaré árnyjátékának.
Az állandó kiállítások mellett a múzeum előadásoknak és koncerteknek is otthont ad.

### Látnivalók
- Plakátok alkotói:
  - Henri de Toulouse-Lautrec
  - Jules Chéret
  - Charles Léandre
  - Maurice Neumont
  - Théophile Steinlen
  - Adolphe Willette
- Festmények alkotói:
  - Pierre de Belay
  - Serge Belloni
  - Eugène Carrière
  - Jules Depaquit
  - Gen Paul
  - Louis Legrand
  - Marcel Leprin
  - Elisée Maclet
  - Lucien Mainssieux
  - Henri Martin
  - Henry Mirande
  - František Kupka
  - Alfred Renaudin
  - Maurice Utrillo
  - Georges Villa
  - Félix Ziem[2][3]